# ويليام ويلسون (سياسي كندي، مواليد 1789)
ويليام ويلسون هو سياسي كندي، ولد في 13 يوليو 1789، وتوفي في 29 يوليو 1847. نشط حزبياً في حزب المحافظين الكندي.